# Violeta se fue a los cielos (serie de televisión)
Violeta se fue a los cielos (Versión televisiva) es una miniserie producida por Wood Producciones y dirigida por Andrés Wood, esta versión de la película: Violeta se fue a los cielos (2011), es una miniserie que abarca la vida de la cantautora chilena "Violeta Parra". En ella se muestran segmentos no incluidos en la versión cinematográfica.

## Producción
Violeta se fue a los cielos recibió un "Fondo CNTV 2011" en la categoría de miniserie histórica para financiar su corte televisivo, Son 160 minutos los cuales se dividen en tres capítulos, Se integran más escenas con sus hermanos Nicanor e Hilda, con su primer marido Luis Cereceda, su hija Carmen Luisa, etc. También incorpora más canciones cantadas por la actriz Francisca Gavilán, como Corazón Maldito, Arauco tiene una pena, La jardinera y La carcelaria.

## Reparto
- Francisca Gavilán como Violeta Parra.
- Stephanía Barbagelata como Carmen Luisa.
- Thomas Durand como Gilbert Favre.
- Luis Machín como Entrevistador.
- Vanesa González como Modelo.
- Jaime McManus como Nicanor Parra.
- Gabriela Aguilera como Hilda Parra.
- Jorge López Vargas como Ángel Parra.
- Cristián Quevedo como Nicanor Padre.
- Roxana Naranjo como Clarisa Sandoval.
- Sergio Piña como Mario (Cuñado de Violeta).
- Pedro Salinas como Don Gabriel.
- Sonia Vidal como Sra. Lastenia
- Orlando Alfaro como Mozo.
- Andrés Sánchez como Luis Cereceda.
- Roberto Farías como Luis Arce.
- Marcial Tagle como Alcalde de la Reina.

## Capítulos
La miniserie consta de 3 horas aproximadamente en total, las que fueron divididas en tres capítulos que se titulan: Raíces, Amores y Sueños, titulados de esa forma por los contenidos de cada capítulo. El primer capítulo fue exhibido individualmente el día 3 de abril de 2012 en CHV (Estreno), pero los capítulos 2 y 3 fueron exhibidos el mismo día (4 de abril de 2012 en CHV).